# Aspasius von Melun
Der Heilige Aspasius (frz. Aspace, Aspais, im Amt ab 549(?); † 550 oder 573) war ein Bischof im französischen Melun. Er wird zu den Heiligen gerechnet und ist Patron von Melun. Sein Tag ist der 2. Januar.
In der Namensform Saint-Aspais beziehungsweise Saint Aspais findet er sich in mehreren heutigen Gebäudenamen und Institutsbezeichnungen der kirchlichen, schulischen und sozialen Form wieder.
Möglicherweise ist Aspasius von Melun identisch mit Aspasius von Auch, jedoch listen manche Quellen die beiden Beschreibungen separat. Auch sind die angeführten Datierungen derzeit nicht schlüssig.
Die Kirche St-Aspais in Melun ist dem hl. Aspasius gewidmet.